# Plotter
In informatica il plotter (in italiano anche diagrammatore o tracciatore) è una tipologia di stampante specializzata nella stampa di supporti di grande formato. È il dispositivo di output ideale per i sistemi CAD, dove è impiegato per la stampa di prospetti e progetti architettonici, fisici, chimici, elettrotecnici, elettraulici, meccanici, elettrici, mappe topografiche, curve geometriche, ecc. Oggi viene anche utilizzato nell'ambito della grafica e della pubblicità grazie alle moderne tecnologie che consentono al plotter di stampare a colori e addirittura di ritagliare (plotter da taglio).

Il nome deriva dal verbo inglese to plot nel senso di tracciare (un diagramma oppure una lunga linea fina, o ancora un punto, come quello alla fine di questa frase dopo la parentesi tonda). 

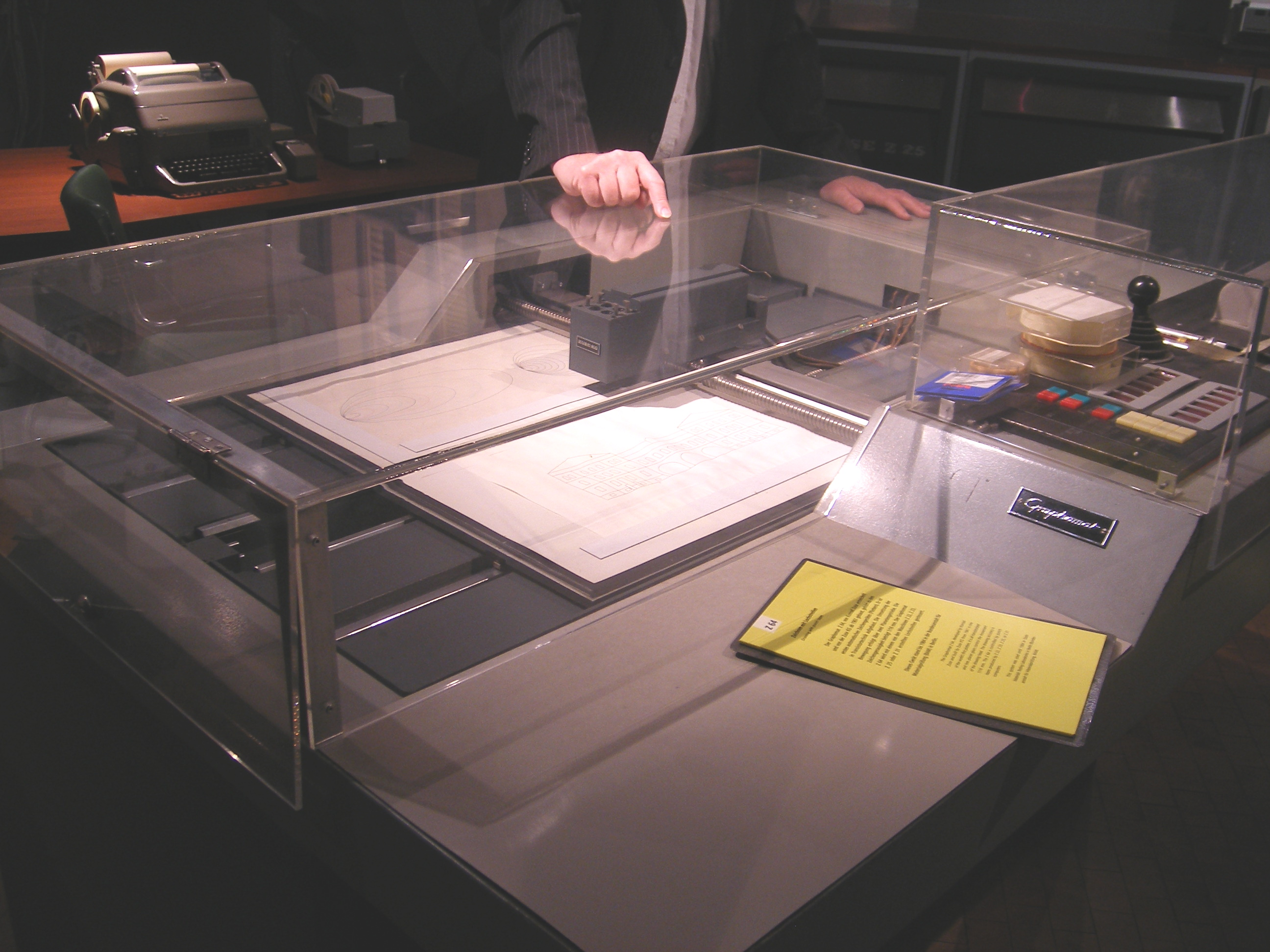
Un plotter dei primi anni '60

## Plotter a penna
I primi modelli di plotter erano costituiti da un sistema elettromeccanico comprendente una coppia di motori azionati in corrente continua, uno dei quali serviva allo spostamento di un carrello, costituito da una barra lunga quanto la larghezza del foglio; su questa, azionato dal secondo motore, poteva scorrere un secondo carrellino più piccolo, sul quale era fissato il pennino: in tal modo, con appropriati valori inseriti in un programma, era possibile posizionare il pennino in qualsiasi punto del foglio, secondo le coordinate cartesiane. Tra le varie istruzioni del programma, vi erano quelle preposte ad abbassare e alzare il pennino sul foglio di carta, questa azione veniva effettuata da un elettromagnete, in questo modo era possibile tracciare punti, linee, curve, e anche scrivere caratteri alfabetici. Sul carrello potevano essere montati pennini di colore o spessore diverso, selezionabili automaticamente. In alcuni modelli era installabile un solo pennino, ma questo poteva essere sostituito durante la stampa con altri collocati in un deposito laterale.
In alcuni casi, il plotter serviva per registrare graficamente, in tempo reale, l'andamento di un fenomeno elettrico avente variazione relativamente lenta; poteva essere usato alla stregua di un oscilloscopio e veniva comunemente chiamato registratore grafico x-y. Per questo utilizzo era disponibile una "base dei tempi" con funzione simile a quella di un oscilloscopio, ma con caratteristiche elettriche adatte a spostare a velocità costante, da sinistra a destra, non un punto luminoso, bensì il carrello a traslazione orizzontale (asse X). La velocità di spostamento era calibrata, selezionabile da multipli del secondo a poche decine di millisecondi per centimetro. Un secondo circuito, costituito da un amplificatore, pilotava direttamente il motore del carrellino a traslazione verticale (asse Y); un attenuatore calibrato, posto all'ingresso dell'amplificatore, permetteva di adattare il livello del segnale in ingresso alle dimensioni del foglio.
Il metodo adottato dal costruttore Hewlett-Packard per tenere ben fermo e disteso il foglio sul piano sfruttava la forza elettrostatica generata sul sofisticato piano di appoggio; questo era costituito da una lastra di alluminio, sulla quale era incollato un sottile pannello in vetronite sul quale erano ricavati, per fotoincisione, due gruppi di armature elettriche finemente intrecciate tra loro, isolate galvanicamente e alimentate con una tensione alternata di 115 volt; il necessario isolamento elettrico era costituito da un sottile foglio in teflon incollato in superficie.

## Plotter a getto d'inchiostro

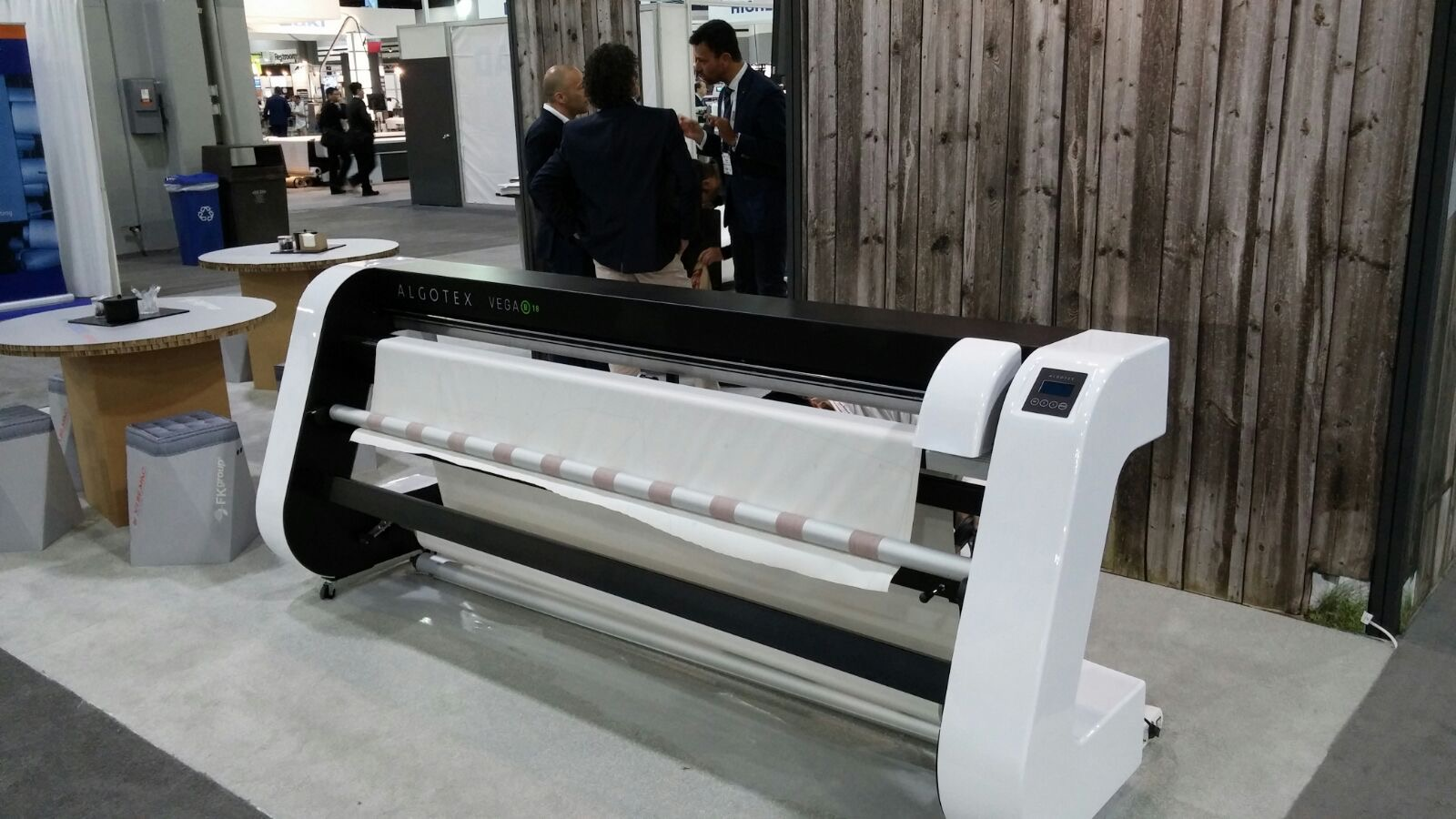
Plotter a getto d'inchiostro

Con lo sviluppo della stampa a getto di inchiostro il plotter classico con le penne è stato sostituito da stampanti in grado di muovere la testina di stampa in senso trasversale sul foglio (o sul rullo) che scorre sotto la testina stessa in senso longitudinale. Sebbene questi tipi di macchine siano a tutti gli effetti delle stampanti e non dei plotter (intesi nel senso originario del termine) esse vengono impropriamente chiamate con questo nome, tanto che ormai non viene più fatta distinzione nemmeno in ambito tecnico. I moderni plotter possono stampare rapidamente anche scritte e fotografie mentre appositi software sono in grado di emulare le funzioni di un plotter tradizionale (es. spessore dei pennini) a beneficio del programma CAD.
La dimensione del supporto di stampa può andare dall'A4 o meno fino a rotoli larghi 914 mm o più.
A oggi la tipologia più diffusa è di gran lunga quella del plotter a getto di inchiostro con larghezza di stampa di 914 mm, in grado di stampare formati fino al formato "A0+", tali dispositivi possono stampare su fogli singoli oppure su rotoli di carta di cui procede automaticamente al taglio ultimata la stampa. La tecnologia si evolve di pari passo con le comuni stampanti a getto di inchiostro, quindi sono presenti plotter in quadricromia ed esacromia, con velocità di stampa differenti, e in grado di utilizzare differenti supporti per la stampa, dalla carta comune a carte speciali. Sono inoltre abbastanza comuni plotter laser in b/n, anch'essi presentano tecnologie simili a quelle delle comuni stampanti laser, quindi hanno velocità di stampa elevatissime e le stampe prodotte ben si adattano a essere manipolate ad esempio per coloriture con pennarelli o marker, poiché la stampa non sbava.
I plotter a getto d'inchiostro sono altresì molto utilizzati nella stampa digitale di grande formato, che utilizza metodologie di formato diversi dal CAD. Si trovano in commercio plotter da 30" (76 cm), 54" (136 cm), 60" (160 cm), 74" (188 cm) e 100" (254 cm). Utilizzano inchiostri a base solvente o ecosolvente per stampare direttamente sui materiali utilizzati per la comunicazione visiva come banner, pvc, carta, blueback, reti mesh.
Si realizzano così cartelloni, stendardi e poster a uso pubblicitario o informativo.
Una delle più importanti evoluzioni per il plotter è stata l'integrazione di stampa e taglio in un'unica macchina.
Un esempio può essere quello del LEC300 di una nota marca produttrice, che stampa anche con inchiostri UV. Questa tipologia di inchiostri UV è disponibile nel formato di quadricromia CMYK, bianco e verniciatura che, a seconda della temperatura con cui la lampada UV scalda la vernice, può avere effetti lucidi o opachi. Tale tipologia di periferica stampa e taglio con inchiostri UV è generalmente usata nella prototipazione di packaging, etichette, adesivi, tastiere a membrana e fine art.

## Plotter da stampa & taglio a getto d'inchiostro
Esistono plotter che utilizzano la tecnologia a getto d'inchiostro unita a una funzione di taglio (chiamata anche sagomatura o scontorno) che stampano, oltre che sui comuni materiali come banner, carta e tele artistiche, anche e principalmente su vinili adesivi. La stampa, una volta eseguita, può essere sagomata nella forma voluta dall'operatore per creare adesivi di varia forma, anche a pezzo unico. Questo sistema è complementare alla serigrafia poiché consente all'operatore di produrre adesivi in piccole pezzature senza necessità di allestire un impianto serigrafico. Questi plotter sono usati da serigrafi, tipografi, agenzie grafiche, centri copia e centri di stampa.
La tecnologia di stampa & taglio in un'unica periferica venne utilizzata per la prima volta nel 1995, su un sistema di stampa a trasferimento termico, e successivamente passata su plotter a getto d'inchiostro. È oggi possibile trovare plotter di stampa & taglio in quadricromia, esacromia inchiostri bianchi e inchiostri metallici. L'inchiostro metallico si combina con la quadricromia per ottenere particolari effetti di stampa metallizzati. Oggi, insieme ai colori di cui sopra, è anche disponibile una versione di nero leggero, utilizzato soprattutto per le riproduzioni fotografiche o nei toni di grigio. Generalmente, il software RIP che gestisce la stampa permette all'operatore di scegliere la combinazione voluta, la risoluzione e anche alcuni effetti texture, come ad esempio sul Roland Versaworks o su altri RIP per la stampa digitale.

## Plotter da taglio

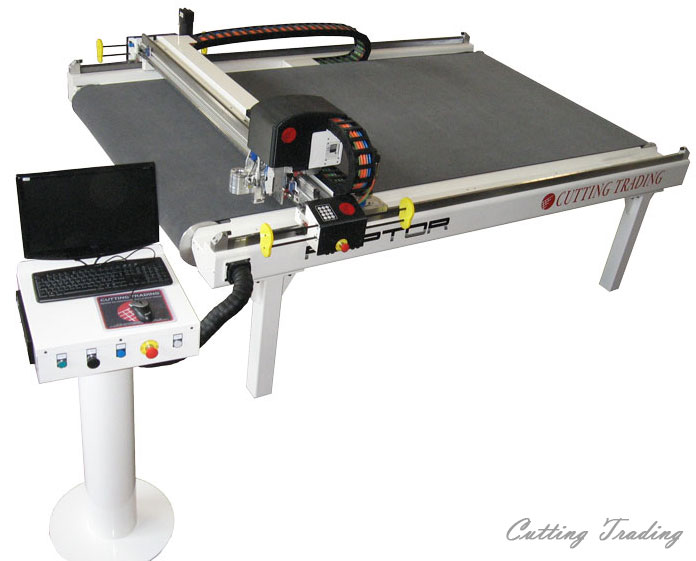
Plotter da taglio / Taglio automatico a lama tangenziale

Alcuni plotter, in cui il pennino o la testina di stampa sono rimpiazzati da una lama pivotante, vengono impiegati per intagliare disegni, scritte e forme su vinile adesivo, solitamente colorato. Possono sagomare anche materiali rifrangenti o termotrasferibili, che vengono successivamente trasferiti su maglie e cappelli. Si parla in questo caso di plotter da taglio vinile. Solitamente sono già dotati di programma tipo CutStudio o possono interfacciarsi ad applicativi vettoriali comuni come Corel Draw oppure Illustrator.
I plotter a taglio vinile sono molto usati nella grafica pubblicitaria, nell'insegnistica e nella comunicazione. Ad esempio si possono vedere le grafiche degli stand espositivi nelle fiere che si svolgono in varie città oppure in striscioni pubblicitari. Sono anche molto usati su cassonetti luminosi dove la grafica intagliata avviene applicata e utilizzata poi come insegna. I plotter da taglio a lama possono inoltre tagliare materiali quali tessuti, pelle, spalmati in PVC (ad es. teloni per camion) e compositi come la fibra di carbonio. Questo tipo di plotter da taglio multiuso conveyorizzato che può utilizzare diversi tipi di utensile a seconda del materiale da lavorare è anche denominato "taglio automatico".

## Plotter da incisione
Le periferiche da incisione, pur basandosi sullo stesso sistema di funzionamento di un plotter, invece della stampa eseguono un'incisione sul materiale, per realizzare targhe, indicatori o cartelli per la comunicazione. In questo caso però parliamo più precisamente di incisori o pantografi computerizzati. Ciò avviene grazie a un utensile che fisicamente incide il materiale. Gli incisori esistono con diverse aree di lavoro che comunemente vanno da 305x205mm fino a 600x400mm. L'asse d'incisione, chiamato anche asse Z (quelli orizzontale e verticale si chiamano rispettivamente X e Y) può anche avere una sua escursione in modo che si possa effettuare, oltre all'incisione normale, anche quelle tridimensionale, con la realizzazione di targhe a rilievo. Gli incisori sono equipaggiati di solito con software dedicati tipo Dr. Engrave di Roland DG o simili ma hanno in dotazione anche un driver, in modo da utilizzarli con applicativi vettoriali comuni quali Corel Draw o Adobe Illustrator. I materiali da incidere sono molti ma i più utilizzati sono la plastica, la resina, l'alluminio e l'ottone. Vi sono poi tanti utensili con le forme più diverse, interscambiabili tra di loro a seconda dell'incisione che si vuole realizzare. Vi sono anche incisori in grado di effettuare l'incisione con un raggio laser.

## Plotter da modellazione
Esistono plotter tridimensionali (3D), che eseguono la modellazione del blocco di materiale, asportandone le parti per mezzo di frese, utensili dedicati alla modellazione. Queste periferiche, chiamati anche modellatori 3D o frese da tavolo, sono molto utilizzate nella prototipazione rapida per la possibilità di avere in tempi brevi l'oggetto solido dal modello computerizzato. La tecnica della modellazione ad asportazione di truciolo o SRP (Subtractive Rapid Processing) è molto utilizzata per la sua alta qualità nel dettaglio del pezzo finito e per la possibilità di lavorare materiali sia in resina sia in metallo per la creazione di prototipi, parti funzionali e stampi. Queste macchine sono anche dotate di cambia-utensili automatici e di quarto asse girevole per la lavorazione a 360°. I modellatori 3D sono usati in combinazione con le stampanti 3D, in modo da creare gli elementi necessari per la realizzazione di prototipi funzionali, da utilizzarsi per verifiche prima della effettiva messa in produzione.
Oggi è anche molto utilizzata la tecnica ARP (Additive Rapid Processing), cioè modellazione additiva. È concettualmente molto simile a un plotter a getto di inchiostro, in grado di incollare una polvere depositata a strati, creando quindi dei pezzi per layer, con una precisione abbastanza elevata e la possibilità di colorare man mano gli oggetti. Esistono inoltre dispositivi affini in cui gli oggetti vengono creati attraverso la solidificazione di un liquido per mezzo di laser, anche in essi la creazione avviene per layer.
I dati sono ricevuti dal computer sotto forma di linguaggi specifici per plotter, tra cui il più noto è l'HPGL.